# Lois & Clark: The New Adventures of Superman
Lois & Clark: The New Adventures of Superman (bra: Lois & Clark: As Novas Aventuras do Superman; prt: Lois & Clark: As Novas Aventuras do Super-Homem) é uma série de televisão americana baseada no personagem Superman da DC Comics, criado por Jerry Siegel e Joe Shuster. É estrelada por Dean Cain como Clark Kent / Superman e Teri Hatcher como Lois Lane. Foi ao ar pela ABC entre 1993 e 1997. Desenvolvida para a televisão por Deborah Joy LeVine, o programa seguiu vagamente a origem moderna do Superman, estabelecida pelo roteirista John Byrne, onde Clark Kent é a verdadeira personalidade e Superman um disfarce. A série se concentra no relacionamento e romance entre Lois e Clark, assim como nas aventuras do alter-ego de Clark, Superman. 
No Brasil, foi exibida na Rede Globo no final dos Anos 90 e pelo SBT a partir de 2004. É exibida na Rede Brasil de Televisão desde sua fundação em 2007, para transmissão na TV aberta brasileira. Em Portugal, foi exibida pelo Canal 1 da RTP em 1994, e, na década seguinte, pelo Disney Channel.

## Enredo
Em 17 de maio de 1966, Jonathan e Martha Kent (Eddie Jones e K. Callan) testemunham o pouso forçado de uma pequena nave espacial em Shuster's Field, nos arredores de Smallville, Kansas. Quando eles investigam, descobrem o bebê Kal-El e decidem criá-lo como seu, nomeando-o Clark Jerome Kent (Dean Cain). Ao longo da série, Clark orgulhosamente afirma que sua mãe fez sua fantasia de Superman. Clark costuma consultar seus pais por telefone ou pessoalmente, depois de vôos inesperados do Superman para Smallville, sobre preocupações e dilemas pessoais e morais.
A série começa vinte e sete anos depois, no dia em que Clark se muda para Metrópolis depois de deixar seu cargo de editor de jornal da Smallville Press e de entrevistas para um emprego no Daily Planet com o editor Perry White (Lane Smith). Clark se familiariza com o fotógrafo Jimmy Olsen (Michael Landes na 1ª temporada, Justin Whalin depois) e a colunista de fofocas Cat Grant (Tracy Scoggins). Logo após ser contratado, Clark faz parceria com a repórter Lois Lane (Teri Hatcher). Clark se apaixona por Lois à primeira vista. Quando Superman salva Lois de um desastre de um ônibus espacial, ela instantaneamente se apaixona pelo alter-ego de Clark e o nomeia Superman.
A primeira missão do Superman interfere nos negócios ilegais de Lex Luthor (John Shea), um gigante dos negócios e benfeitor de Metrópolis. Depois que a trama de Luthor foi interrompida, Superman informou Lex que ficaria de olho nele e os dois se tornaram arqui-inimigos. No entanto, Clark respeita a vida de Luthor, usando clandestinamente seus superpoderes para salva-lo de sangrar até a morte. O vilão vê o Superman como um oponente digno; ele finalmente descobre sua fraqueza com a criptonita e percebe que o herói tem uma identidade secreta, prometendo descobri-la na esperança de dificultar a vida do herói.

## Elenco

### Principal
| Dean Cain      | Clark Kent / Superman | Principal    | Principal    | Principal    | Principal          |                    |                    |
| Teri Hatcher   | Lois Lane             | Principal    | Principal    | Principal    | Principal          |                    |                    |
| Lane Smith     | Perry White           | Principal    | Principal    | Principal    | Principal          |                    |                    |
| Eddie Jones    | Jonathan Kent         | Principal    | Principal    | Principal    | Principal          |                    |                    |
| K Callan       | Martha Kent           | Principal    | Principal    | Principal    | Principal          |                    |                    |
| Michael Landes | Jimmy Olsen           | Principal    | —            | —            | —                  |                    |                    |
| Justin Whalin  | Jimmy Olsen           | —            | Principal    | Principal    | Principal          |                    |                    |
| Tracy Scoggins | Catherine "Cat" Grant | Principal    | —            | —            | —                  |                    |                    |
| John Shea      | Lex Luthor            | Principal    | Participação | Participação | Participação (Voz) | Participação (Voz) | Participação (Voz) |
| Elliott Gould  | Vincent Winninger     | Participação | Participação | Participação | Participação       |                    |                    |

## Episódios
| Temporada | Episódios | Data de Exibição Original | Data de Exibição Original |
| Temporada | Episódios | Primeiro Episódio         | Último Episódio           |
| --------- | --------- | ------------------------- | ------------------------- |
| 1         | 22        | 12 de set de 1993         | 08 de mai de 1994         |
| 2         | 22        | 18 de set de 1994         | 21 de mai de 1995         |
| 3         | 22        | 17 de set de 1995         | 12 de mai de 1996         |
| 4         | 22        | 22 de set de 1996         | 14 de jun de 1997         |

### Primeira Temporada
Teri Hatcher e Dean Cain foram elogiados pela crítica por suas performances. Lane Smith foi um enorme sucesso também, dando vida e humor para o editor-chefe do Planeta Diário, Perry White. John Shea também recebeu elogios no papel de Lex Luthor. Michael Landes encarnou um moderno Jimmy Olsen, assim como Tracy Scoggins que assumiu com muito humor a personagem Cat Grant, que foi uma adição recente ao universo do Superman na época. Lex Luthor, saiu no final da temporada, depois de um desentendimento entre Shea e os produtores. Ele deixou de ser um membro regular do elenco, ele só reapareceu esporadicamente, uma vez na segunda temporada, duas vezes na terceira temporada, e de vez em quando na quarta temporadas.
Luthor desenvolve um interesse em Lois Lane e durante a maior parte da primeira temporada tenta cortejá-la. Embora Lois seja receptiva aos seus avanços românticos, ela continua apaixonada pelo Superman. Lois também desenvolve sentimentos por Clark, mas os reprime ou nega. Lex finalmente propõe casamento a Lois. Clark, vendo que ele pode perder seu amor, tenta convencê-la da verdadeira natureza de Luthor, mas falha. Em uma última tentativa, Clark diz a Lois que ele está apaixonado por ela; ela responde que não retribui os sentimentos dele, mas cuida profundamente dele como amigo. Mais tarde, Lois pergunta ao Superman se há alguma chance de um romance entre os dois. Superman a rejeita e Lois aceita a proposta de Luthor. Luthor decide coincidir suas núpcias com a morte de Superman, a quem ele prende em uma gaiola de criptonita na adega da Luthor Tower, que também contém a capela onde o casamento ocorrerá. Quando o casamento se aproxima, Lois percebe que ama Clark e diz não a Lex no altar.
Clark estava trabalhando com Perry e Jimmy para expor Lex e eles têm provas suficientes para a polícia interromper o casamento. Lex ilude a polícia e pula de seu escritório na cobertura para sua aparente morte. Superman escapa da jaula e, como Clark, volta a Lois. No entanto, seus poderes foram diminuídos pela criptonita e ele não pode impedir o vilão de cair no chão. Os jornais relatam que o corpo de Lex foi roubado do necrotério e sugere que ele pode não estar morto. Clark, temendo que seu amor não correspondido por Lois possa prejudicar o relacionamento deles, diz a ela que sua profissão de amor era apenas um desejo de protegê-la de Lex. Lois, que estava prestes a dizer a Clark que também o ama, guarda para si mesma e o relacionamento deles permanece uma amizade.

### Segunda Temporada
A segunda temporada deixou cair o caráter de Cat Grant e substituiram Michael Landes por Justin Whalin como Jimmy Olsen. A razão oficial, de acordo com Landes, foi que ele parecia muito semelhante ao Dean Cain. O criador da série Deborah Joy Levine e toda a equipe de roteiristas da primeira temporada também foram demitidos. O novo produtor, Robert Singer, planejou um forte foco em "ação ";, a série também se concentrou mais no romance de Lois e Clark.
Muitos vilões da DC Comics começaram a aparecer, como o brincalhão, Metallo, o Toyman e o grupo criminoso conhecido como Intergangue, e a série apresentou um novo interesse amoroso o agente secreto Dan Scardino, um agente do governo que ficou interessado em Lois, e a Drake Mayson advogada que mostrou interesse por Clark. Esta época também marcou a estréia do programa Tempus o vilão favorito dos fãs, como um viajante do tempo. A segunda temporada começou rochosa, mas se tornou um sucesso e recebeu classificações mais elevadas em suas transmissões inicial, terminando em 58 lugar. A temporada terminou com o suspense de Clark que propõe o casamento com Lois.

### Terceira Temporada
A terceira temporada passaria a ser a melhor temporada de Lois & Clark na sua execução. O show teve em média pelo menos 15 milhões de telespectadores por episódio, e classificados 44 para a temporada. No primeiro episódio, Lois revelou que ela tinha aprendido recentemente a identidade secreta de Clark. Só mais tarde no sétimo episódio da temporada, "Ultra Woman", que Lois finalmente aceita a proposta de Clark. O casamento tão esperado foi adiado para coincidir com o casamento dos personagens em quadrinhos, o que levou a muitas histórias destinadas a atrasar e interromper o casamento na série de TV. Outra polêmica surgiu quando a ABC anunciou que o casamento poderia realmente ter lugar na semana do Dia dos Namorados, até o envio de coração em forma de "convites de casamento" para a ABC e pessoal novas, apenas para apresentar os espectadores com um casamento falso em que Clark involuntariamente se casou com um clone de Lois, desenvolvido por um cientista louco cujas criações eram obrigados a ingerir sapos periodicamente.
O casamento de Lois e Clark foi programado e preparado pela equipe da DC comics do Superman para o lançamento durante o qual teria trabalhado para ser a terceira temporada de Lois e Clark. Os quadrinhos do Superman em curso não são afiliadas à TV ou filmes e se movem em sua própria direção ao seu próprio ritmo. Quando o casamento se tornou conhecido nos quadrinhos os produtores da série de TV Lois e Clark pediram a equipe DC Comics para adiar a questão do casamento, como eles estavam planejando Lois se casar com Clark em sua quarta temporada o casamento foi para coincidir o programa de televisão. A equipe DC comics  concordou em adiar a questão do casamento.

### Quarta Temporada
A quarta e última temporada (começou com a resolução de um cliffhanger envolvendo uma colônia previamente desconhecida dos kryptonianos. Um conquistador vilão do Novo Krypton, Senhor Nem, assume cidade natal de Clark que era Smallville. Após a conclusão desta história, Lois e Clark finalmente se casaram no terceiro episódio da temporada, . Na mesma semana de ir ao ar este episódio, a DC Comics lançou "Superman: The Wedding Album", com o casamento tão esperado de Lois Lane e Clark Kent, escrita e desenhada por muitos dos escritores e artistas envolvidos com o Superman desde de 1986 para renovar, incluindo algumas lendas a partir da idade de prata, e uma obra inédita do Curt Swan.

## Produção
A presidente da DC Comics, Jenette Kahn, trabalhou vários anos para vender o conceito de uma série de televisão do Superman. A série seria diferente. Em 1991, Leslie Moonves e Deborah Joy LeVine ajudaram a vender a série para a rede de televisão ABC com um novo título, Lois e Clark: As Novas Aventuras do Superman.
A série espelhava o "reboot" de John Byrne do Superman, tornando Clark Kent mais assertivo e menos desajeitado. Alguns episódios enfatizaram diretamente que Clark era a personalidade dominante inequívoca, não o Superman. Seguindo esse tema, uma inovação exclusiva da série foi a representação dos penteados tradicionais de Clark Kent e Superman sendo revertidos - aqui está o Superman, cujo cabelo é penteado para trás, e Clark, cuja franja cai mais naturalmente. Um elemento adicional que refletiu os quadrinhos pós-Byrne foi o retrato de Lex Luthor (pelo menos inicialmente) como um magnata corporativo corrupto, em vez do tradicional cientista louco.
Muitas das histórias da primeira temporada envolviam criminosos humanos normais usando tecnologia avançada e poderosa ou envolviam-se em grandes e perigosas conspirações, a maioria, se não todas, das histórias de Lex Luthor da primeira temporada. Após a primeira temporada, a criadora da série, Deborah Joy LeVine, deixou o programa como produtora, e uma nova equipe de produção assumiu. Os enredos dos episódios mudaram gradualmente daqueles em que Lois, Clark e Superman só se envolveram com elementos criminosos ou situações perigosas por iniciativa própria, para enredos mais fantásticos. O programa geralmente se concentra em vilões do estilo cômico que visavam especificamente Lois, Superman ou Clark desde o início, em vez de colocar em risco os protagonistas como uma medida reacionária quando se tornaram ameaças a outros planos criminais. Tramas posteriores freqüentemente giravam em torno de vilões com poderes e habilidades sobre-humanos especiais.
A quinta temporada da série foi anunciada inicialmente pela ABC. Quando a rede inesperadamente cancelou os planos para a quinta temporada, os produtores e escritores do programa não estavam preparados. A série terminou com Clark e Lois encontrando uma criança em sua casa com uma nota dizendo que pertence a eles. Este mistério nunca foi resolvido.